# Deir Yassin

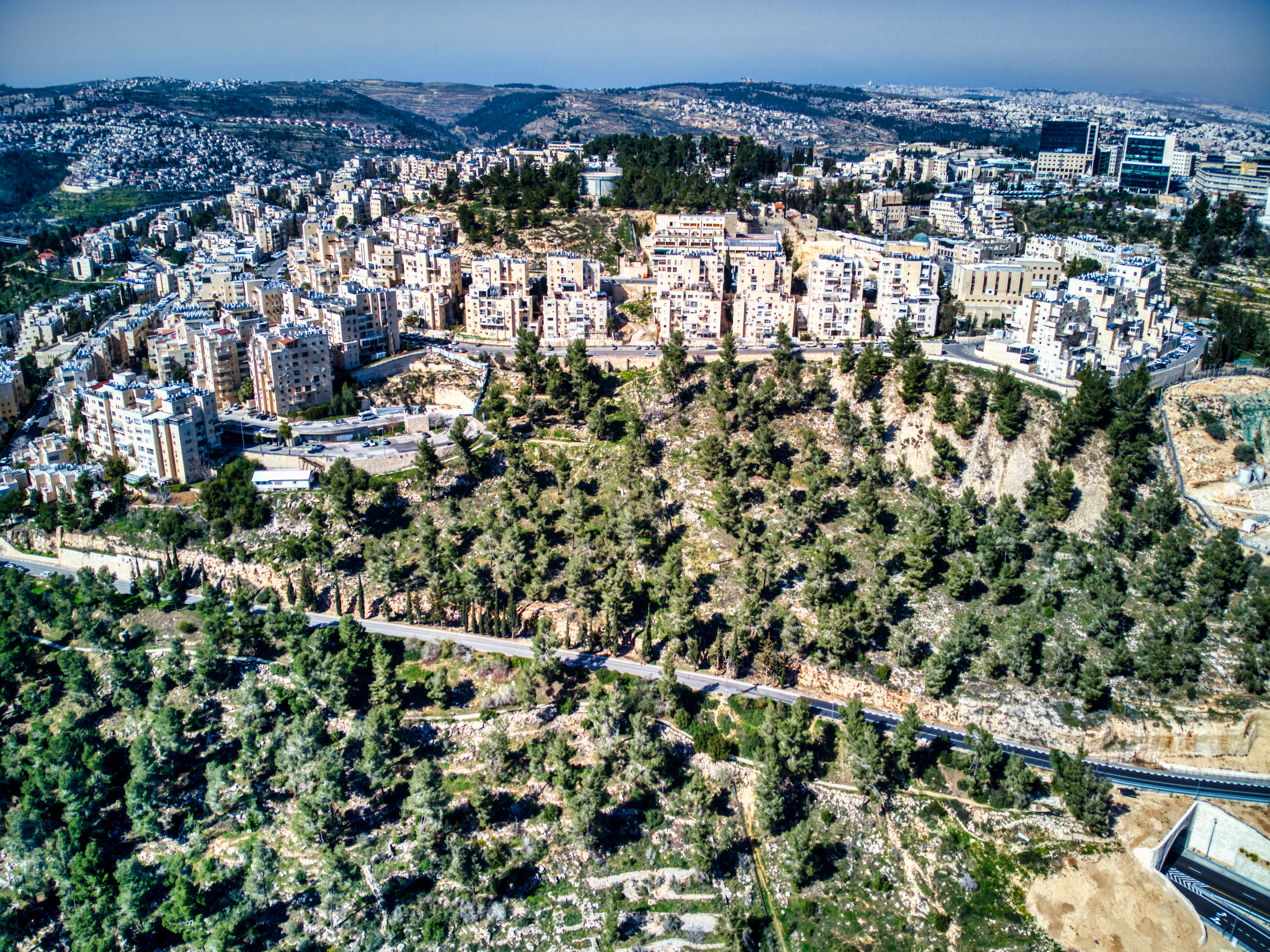
A colina de Deir Yassin, 2023

Deir Yassin, também grafada Dayr Yasin ou Dir Yassin (em árabe دير ياسين), era uma vila palestina situada a cinco quilometros a oeste de Jerusalém. Deir Yassin ficou conhecida pelo massacre nela ocorrido, perpetrado por grupos terroristas sionistas durante a guerra árabe-israelense de 1948.
Deir Yassin foi absorvida pelo crescimento da malha urbana da cidade de Jerusalém, estando abarcada pelo bairro de Har Nof, abrigando hoje o Centro de Saúde Mental Kfar Shaul, um hospital psiquiátrico público israelense.

## Características da localidade
Na vila havia casas de teto plano que enfileiravam-se numa colina. Seus habitantes cultivavam damascos, azeitonas e vinhas em terraços nas encostas da colina.

## Histórico
Como a vila encontrava-se próxima a diversos assentamentos judaicos e poderia facilmente ser cercada pelas forças sionistas, o muktar (ou prefeito) havia feito um acordo de não-agressão com os judeus dos assentamentos vizinhos e, apoiado nesse acordo, havia negado permissão para que forças árabes usassem a cidade como base.
A história de Deir Yassin é marcada pela matança de centenas de civis palestinos desarmados (estimativa geralmente aceita pelos estudiosos, durante e possivelmente após a invasão armada judaica), ocorrida na vila de Deir Yassin, no que então era o Mandato Britânico da Palestina, cometida pelas forças terroristas judaico-sionistas (Irgun e Stern Gang) entre 9 de abril e 11 de abril de 1948.